# Scorpion (serie de televisión)
Scorpion (estilizada como </SCORPION>) es una serie de televisión estadounidense transmitida por CBS que se estrenó en 2014.
Se inspiró en la vida del autoproclamado genio y experto en ordenadores Walter O'Brien. En la serie, O'Brien y sus amigos genios se ayudan entre ellos para resolver fantásticas amenazas globales y salvar vidas.
El 27 de octubre de 2014, CBS ordenó una temporada completa debido a las grandes audiencias. El 12 de enero de 2015, CBS renovó la serie para una segunda temporada. El 25 de marzo de 2016 la serie fue renovada para una tercera temporada, que se estrenó el 3 de octubre de 2016. El 23 de marzo de 2017, CBS renovó la serie para una cuarta temporada.
El 12 de mayo de 2018, CBS canceló la serie después de cuatro temporadas.

## Argumento
La serie se centra en la vida de un grupo de mentes brillantes que conforma la última línea de defensa contra las amenazas a las que se enfrenta la humanidad en un mundo tan globalizado y tecnificado como el nuestro. El equipo de genios incluye a O'Brien, una de las personas más inteligentes del mundo con un CI de 197, Sylvester Dodd, la calculadora humana, Happy Quinn, la mecánica prodigio y Toby Curtis, un experto en conducta. Cabe Gallo es el agente del gobierno asignado al equipo. Paige Dineen, era una camarera con gran habilidad para relacionarse con las personas y es quien les ayuda a comprender el mundo. A cambio, ellos le ayudan a comprender mejor a su hijo, que también es un genio.

## Elenco y personajes

### Elenco principal
- Elyes Gabel como Walter O'Brien. El cuarto más inteligente del mundo con un CI de 197.
- Katharine McPhee como Paige Dineen. La comunicadora laboral y social.
- Robert Patrick como Cabe Gallo. Agente del gobierno supervisor de Scorpion.
- Eddie Kaye Thomas como Tobias "Toby" Curtis. Psicoanálista experto en conducta , con un CI de 170-175
- Jadyn Wong como Happy Quinn. La mecánica portentosa. CI de 180-183
- Ari Stidham como Sylvester Dodd. La calculadora humana. CI de 185-191
- Riley B. Smith como Ralph Dineen. Hijo genio de Paige. CI de 200

### Elenco recurrente
- Camille Guaty como Megan O'Brien (adulto) hermana de Walter, pareja de Sylvester.
  - Emily Robinson como Megan (joven).
- Daniel Zolghadri como Walter (joven).
- Scott Porter como Tim Amstrong. Ex Navy SEAL y exnovio de Paige. Fue miembro temporal del equipo.
- David Fabrizio como Merric. Director de seguridad nacional para Los Ángeles.
- Brendan Hines como Drew Baker. Padre de Ralph y jugador de las ligas menores de béisbol.
- Andy Buckley como Richard Elia. Multimillonario que desea contratar a Walter en su compañía.
- Alana de la Garza como Adriana Molina. Nueva directora de Seguridad Nacional.
- Kevin Weisman como Ray Spiewack. Nuevo amigo de Walter, encargado de mantenimiento.
- Peri Gilpin como Katherine Cooper, subdirectora de seguridad nacional asignada como responsable del equipo Scorpion.
- Peter Giovine como Chet. Cita de Happy.
- Richard F. Whiten como Coronel.
- Tina Majorino como Florence, química que ayuda a Scorpion en algunas misiones. Tiene un acercamiento amoroso con Walter.

Elenco principal de Scorpion
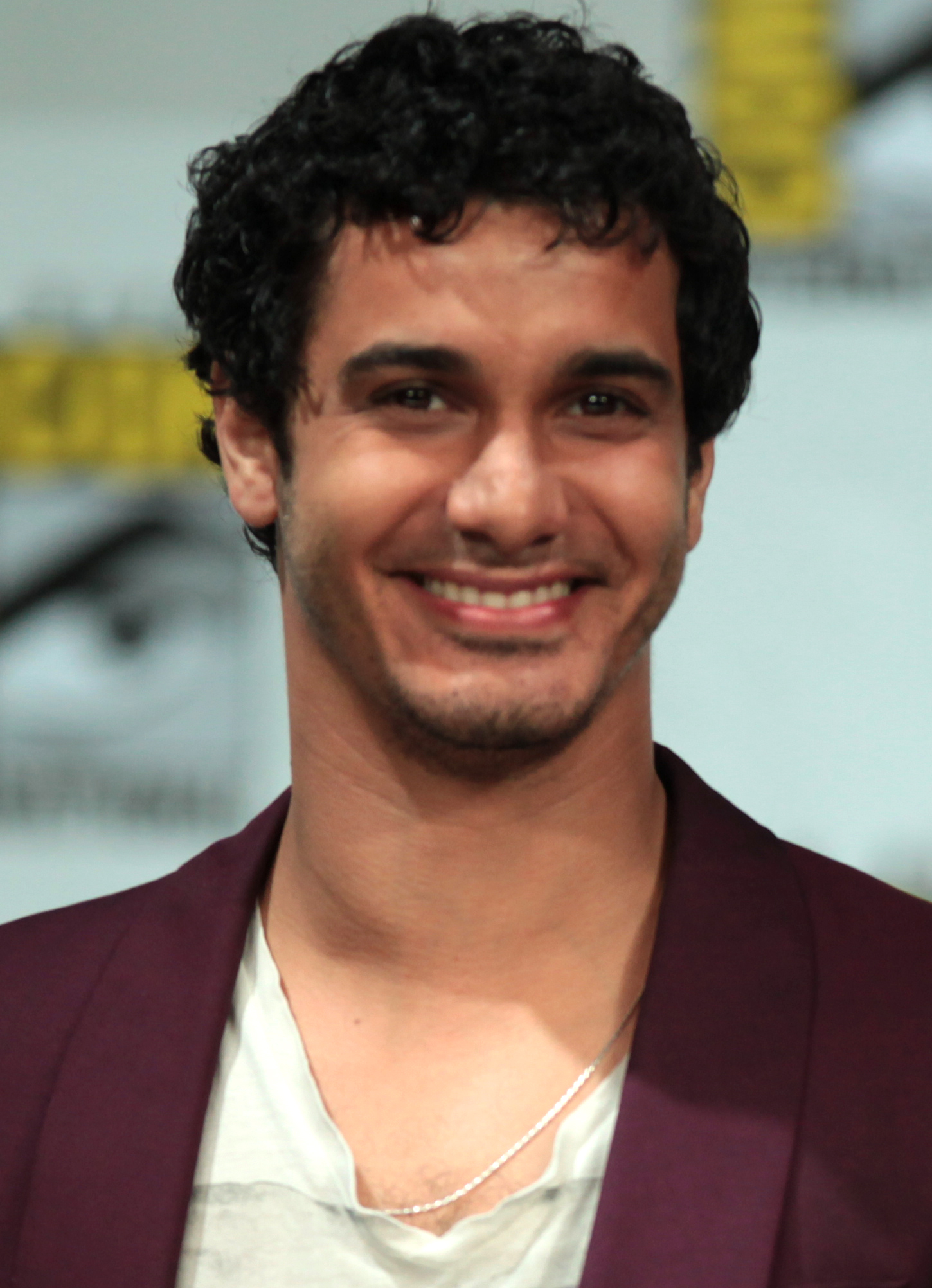
Elyes Gabel
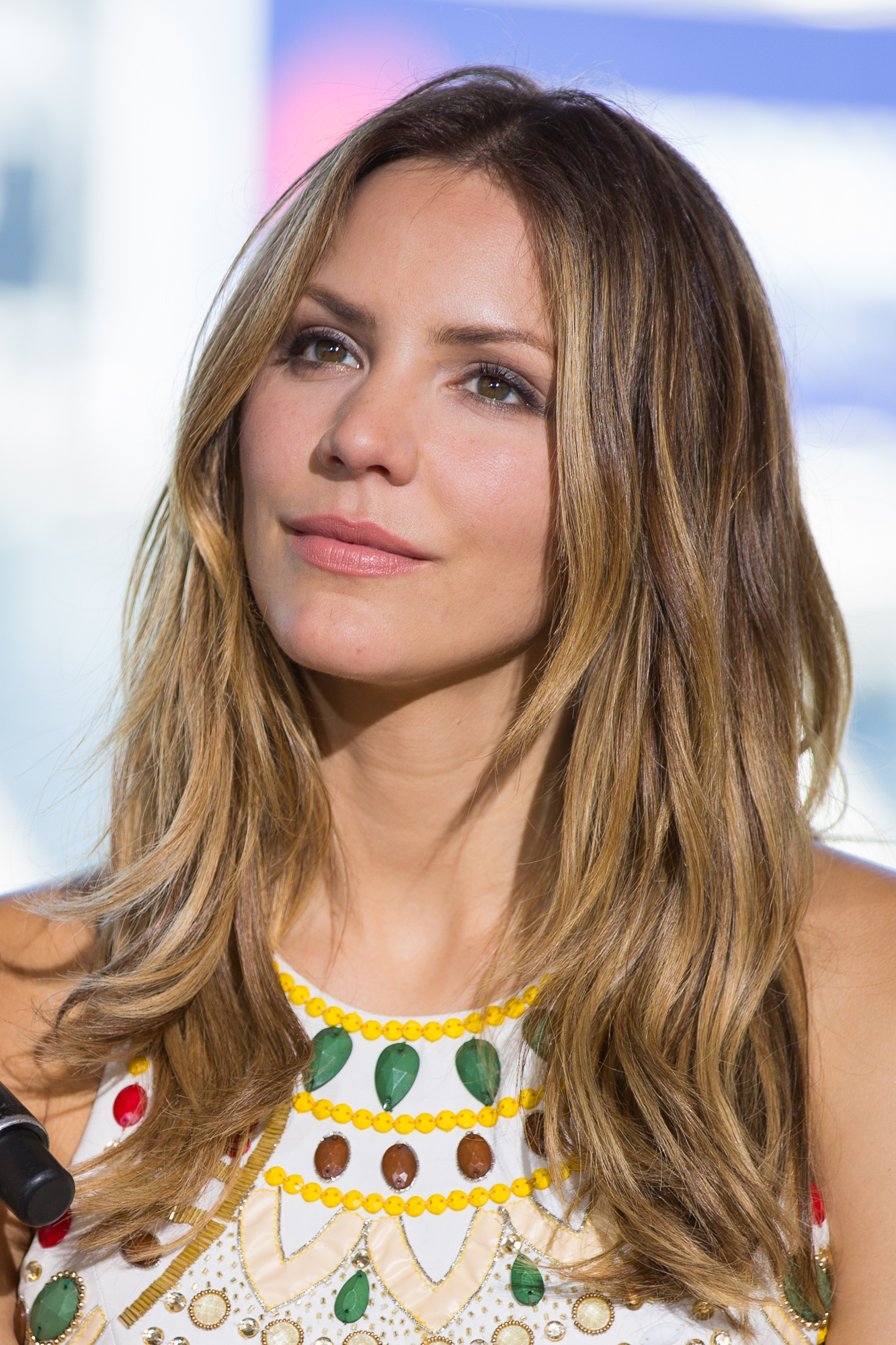
Katharine McPhee
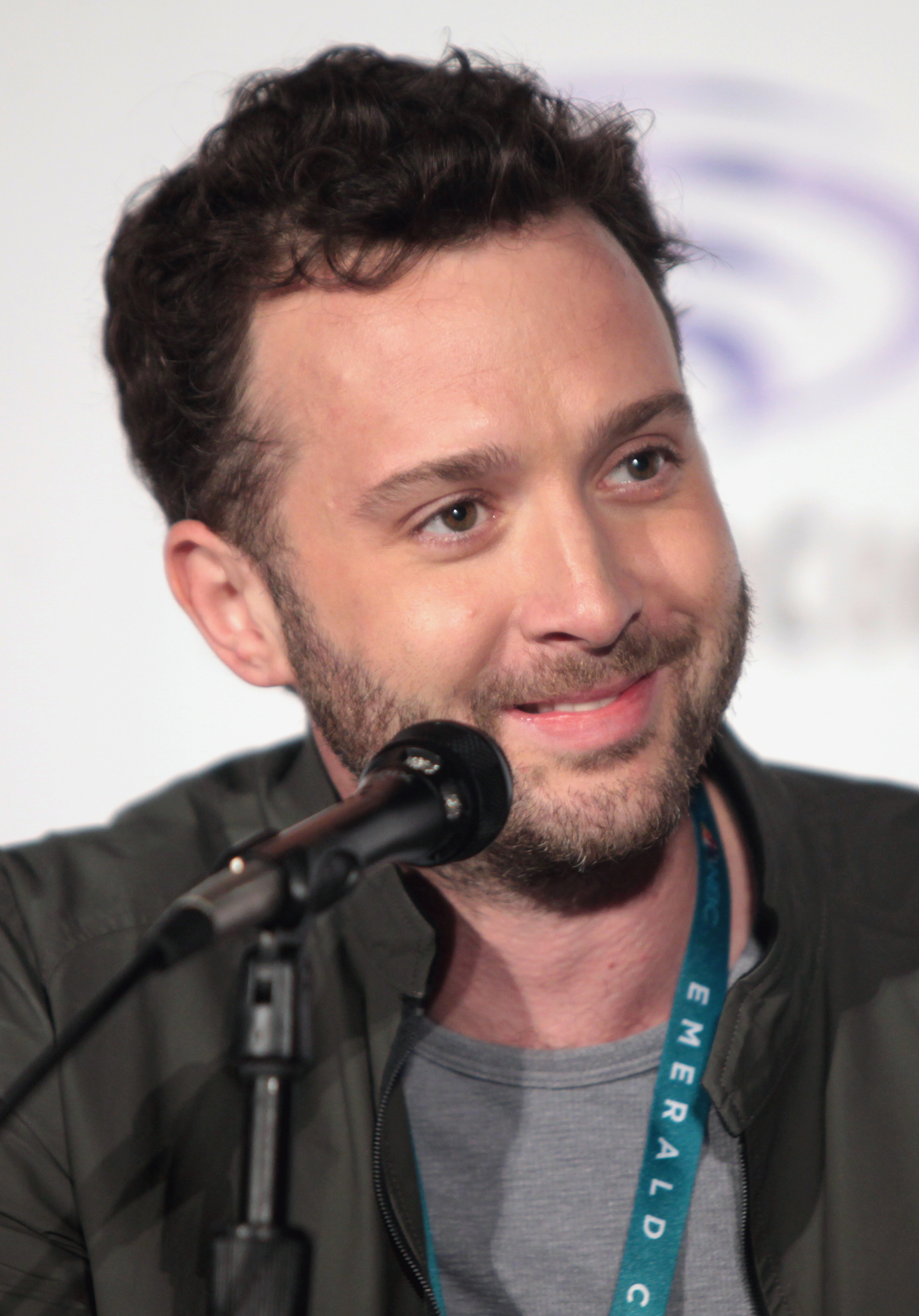
Eddie Kaye Thomas
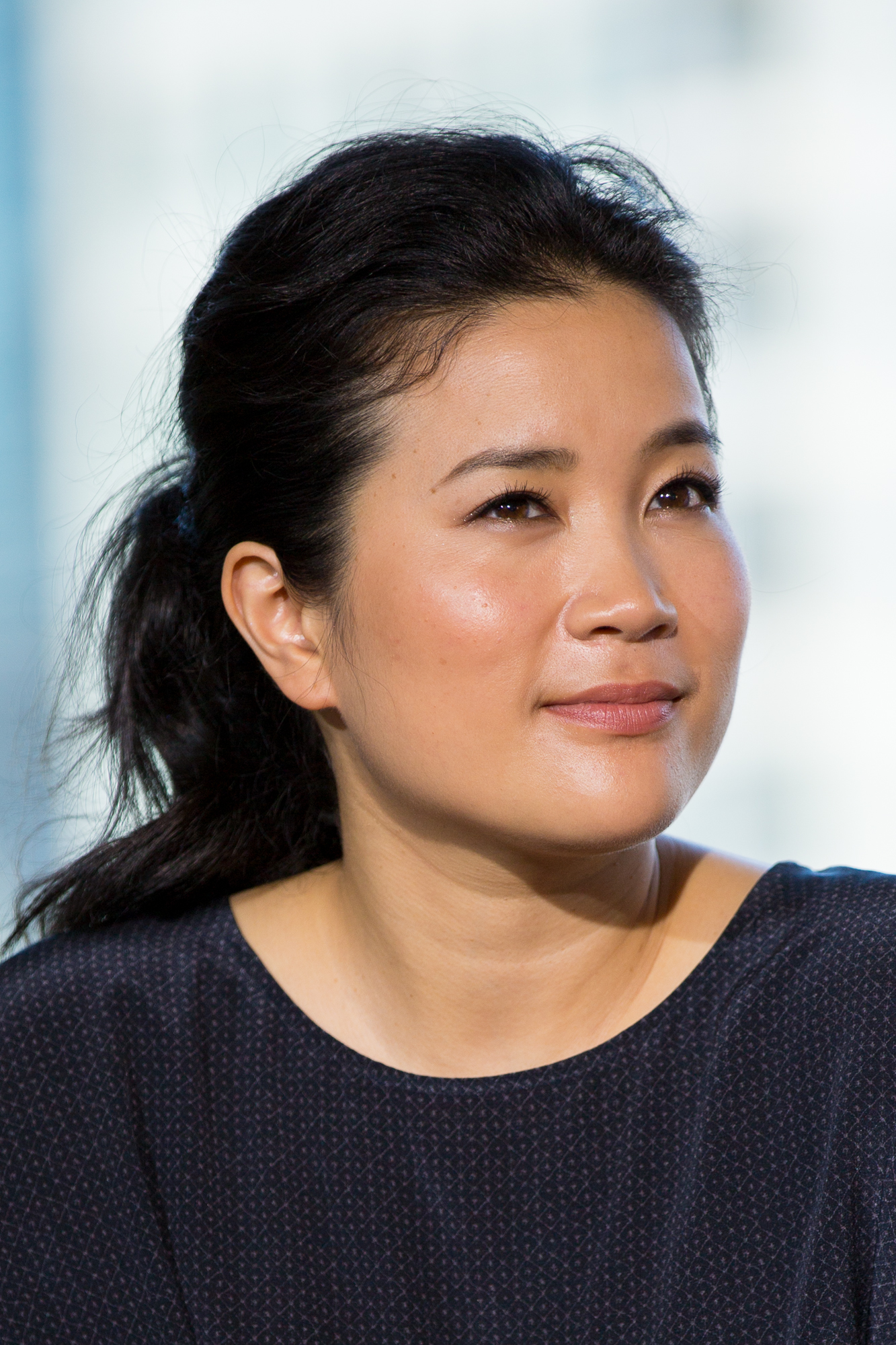
Jadyn Wong
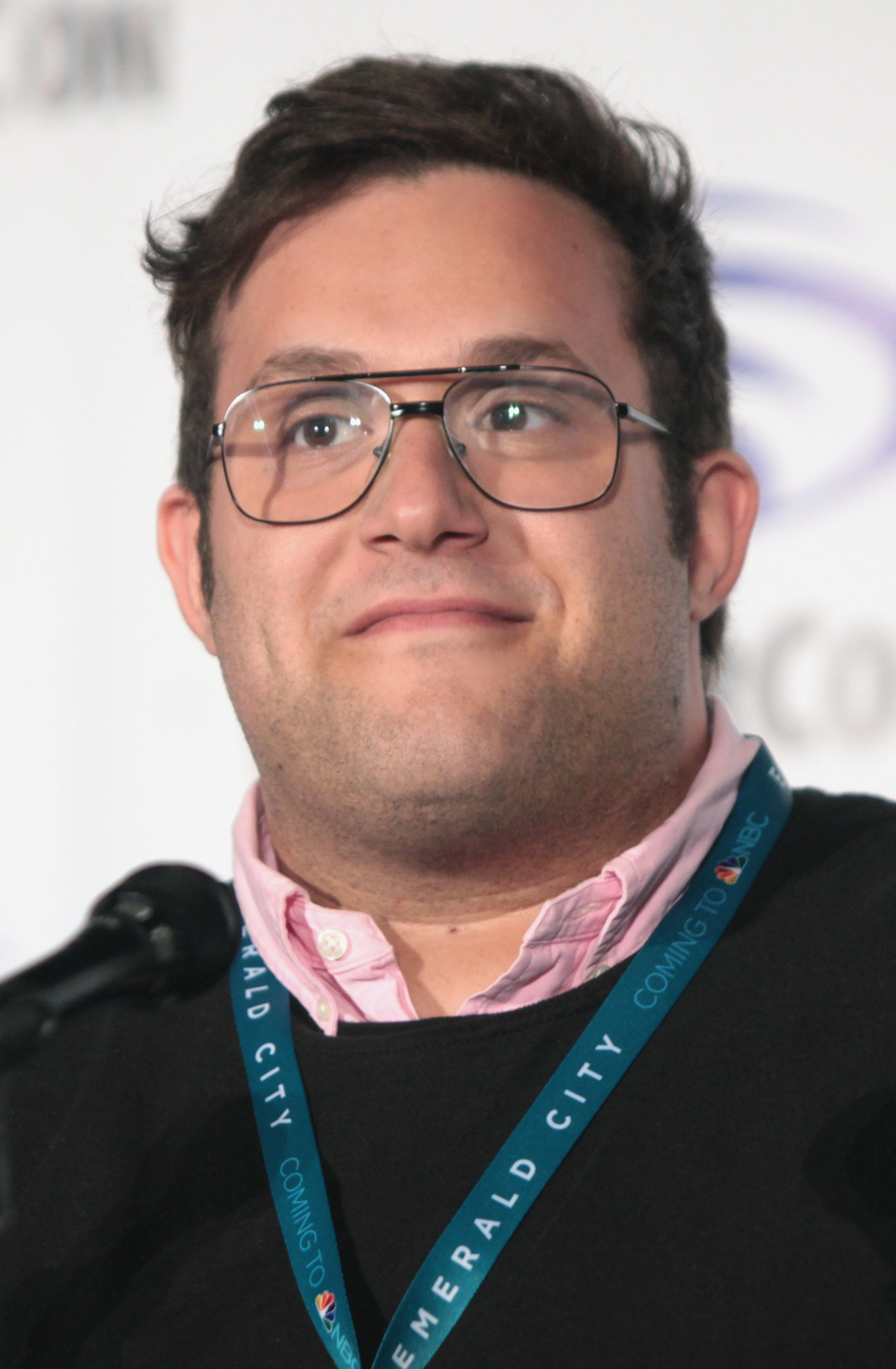
Ari Stidham
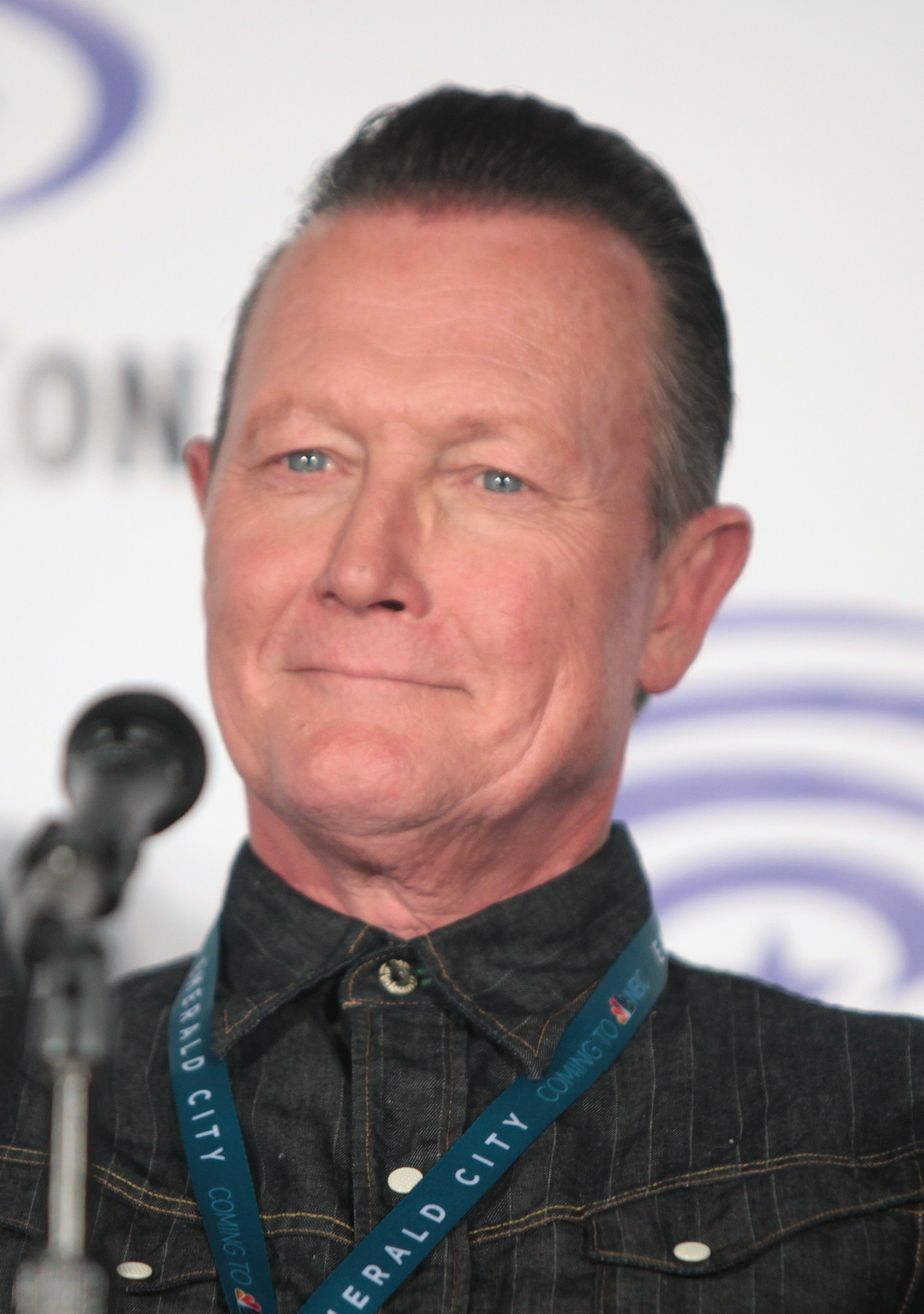
Robert Patrick

## Episodios
| Temporada | Temporada | Episodios | Episodios | Emisión original         | Emisión original    | Puesto | Audiencia promedio (millones) |
| Temporada | Temporada | Episodios | Episodios | Primera emisión          | Última emisión      | Puesto | Audiencia promedio (millones) |
| --------- | --------- | --------- | --------- | ------------------------ | ------------------- | ------ | ----------------------------- |
|           | 1         | 22        | 22        | 22 de septiembre de 2014 | 20 de abril de 2015 | 15     | 13,62                         |
|           | 2         | 24        | 24        | 21 de septiembre de 2015 | 25 de abril de 2016 | 17     | 12,05                         |
|           | 3         | 25        | 25        | 3 de octubre de 2016     | 15 de mayo de 2017  | 22     | 10,65                         |
|           | 4         | 22        | 22        | 25 de septiembre de 2017 | 16 de abril de 2018 | 43     | 8,38                          |